# Bahamas Bowl
Le Bahamas Bowl est un match annuel se jouant après la saison régulière de football américain universitaire.
Créé en 2014, il se joue sous l'égide de la National Collegiate Athletic Association (NCAA) au Thomas-Robinson Stadium de Nassau aux Bahamas et possède des liens avec la Mid-American Conference et la Conference USA.
L'édition de décembre 2023 (dénommée Famous Toastery Bowl) est temporairement déplacée au Jerry Richardson Stadium (en) à Charlotte en Caroline du Nord, le Thomas Robinson Stadium étant en cours de rénovation.

## Histoire
Le Bahamas Bowl de 2014 est le premier bowl  à se jouer en dehors des États-Unis entre deux équipes universitaires américaines depuis le Bacardi Bowl 1937 joué à La Havane à Cuba, si l'on excepte les International Bowls s'étant déroulés de 2007 à 2010 au Canada, au Rogers Centre de Toronto (Ontario).
Les rencontres mettent en présence des équipes issues de la conférence MAC et de la conférence C-USA,, à l'exception de l'édition 2023 où l'équipe de la MAC est remplacée par une équipe issue de la Sun Belt Conference.
En juillet 2019, la MAC annonce le renouvellement de son affiliation au bowl jusqu'à la saison 2025.
Entre 2014 et 2017, les rencontres sont sponsorisées par la société Popeyes Louisiana Kitchen (franchise de restaurants spécialisés dans le poulet frit) et les bowls sont officiellement baptisés Popeyes Bahamas Bowl. La société ayant été rachetée, les nouveaux propriétaire ne renouvellent pas le contrat de sponsoring. Elk Grove Village — "ville abritant le plus grand parc industriel des États-Unis" — reprend le sponsoring en 2018 renommant le bowl Makers Wanted Bahamas Bowl jusqu'en 2020. Le 25 mai 2022, HomeTown Lenders devient le nouveau sponsor du match.
L'équipe gagnante se voit remettre un trophée, nommé depuis 2016 le Prime Minister's Trophy. Le trophée actuel, utilisé depuis 2018, mesure environ 30 pouces (76 cm) de hauteur et pèse près de 30 livres (14 kg).
Le 2 octobre 2020, l'édition 2020 est annulé à la suite de la pandémie de Covid-19 et des restrictions imposées pour les déplacements.
Le 26 octobre 2023, il est annoncé que l'édition 2023 se disputera au Jerry Richardson Stadium (en) situé à Charlotte en Caroline du Nord pour permettre la réfection du Thomas Robinson Stadium. À cette occasion, le bowl est officiellement dénommé le Famous Toastery Bowl 2023 en référence au sponsoring de la chaine de restauration Famous Toastery,,.

## Anciens logos

Popeyes comme sponsor (2015 - 2017)
Makers Wanted comme sponsor (2018 - 2019)
Famous Toastery Bowl (2023)

## Palmarès
M.à.j. le 19 décembre 2023
| Dates            | Vainqueurs                                                   | Scores                                                       | Finalistes                                                   | Assistances                                                  | Conférences                                                  | Résumés                                                      |                                                              |
| ---------------- | ------------------------------------------------------------ | ------------------------------------------------------------ | ------------------------------------------------------------ | ------------------------------------------------------------ | ------------------------------------------------------------ | ------------------------------------------------------------ | ------------------------------------------------------------ |
| 24 décembre 2014 | Hilltoppers de Western Kentucky (8-5)                        | 49 - 48                                                      | Chippewas de Central Michigan (7-6)                          | 13 667                                                       | C-USA - MAC                                                  | Note                                                         |                                                              |
| 24 décembre 2015 | Broncos de Western Michigan (8-5)                            | 45 - 31                                                      | Blue Raiders de Middle Tennessee (7-6)                       | 13 123                                                       | MAC - C-USA                                                  | Note                                                         |                                                              |
| 23 décembre 2016 | Monarchs d'Old Dominion (9–3)                                | 24 - 20                                                      | Eagles d'Eastern Michigan (7–5)                              | 13 422                                                       | C-USA - MAC                                                  | Note                                                         |                                                              |
| 22 décembre 2017 | Bobcats de l'Ohio (8-4)                                      | 41 - 06                                                      | Blazers de l'UAB (8-4)                                       | 13 585                                                       | MAC - C-USA                                                  | Note                                                         |                                                              |
| 22 décembre 2018 | Panthers de FIU (8-4)                                        | 35 - 32                                                      | Rockets de Toledo (7-5)                                      | 13 510                                                       | C-USA - MAC                                                  | Note                                                         |                                                              |
| 20 décembre 2019 | Bulls de Buffalo (7-5)                                       | 31 - 09                                                      | 49ers de Charlotte (7-5)                                     | 13 547                                                       | MAC - C-USA                                                  | Note                                                         |                                                              |
| 2020             | Annulé à la suite de la pandémie de Covid-19 aux États-Unis. | Annulé à la suite de la pandémie de Covid-19 aux États-Unis. | Annulé à la suite de la pandémie de Covid-19 aux États-Unis. | Annulé à la suite de la pandémie de Covid-19 aux États-Unis. | Annulé à la suite de la pandémie de Covid-19 aux États-Unis. | Annulé à la suite de la pandémie de Covid-19 aux États-Unis. | Annulé à la suite de la pandémie de Covid-19 aux États-Unis. |
| 17 décembre 2021 | Blue Raiders de Middle Tennessee (6-6)                       | 31 - 24                                                      | Rockets de Toledo (7-5)                                      | 13 596                                                       | C-USA - MAC                                                  | Note (en)                                                    |                                                              |
| 16 décembre 2022 | Blazers de l'UAB (6-6)                                       | 24 - 20                                                      | Redhawks de Miami (6-6)                                      | 12 172                                                       | C-USA - MAC                                                  | Note                                                         |                                                              |
| 18 décembre 2023 | Hilltoppers de Western Kentucky (7-5)                        | 38 - 35                                                      | Monarchs d'Old Dominion (6-6)                                | 5 632                                                        | C-USA - Sun Belt                                             | Note                                                         |                                                              |
| 4 décembre 2025  | Bulls de Buffalo (8-4)                                       | 26 - 07                                                      | Flames de Liberty (8-3)                                      | 4 610                                                        | MAC - C-USA                                                  | Note                                                         |                                                              |

## Meilleurs joueurs du Bowl
M.à.j. le 5 janvier 2025
| Saisons | Systèmes | Joueurs              | Équipes                          | Postes |
| ------- | -------- | -------------------- | -------------------------------- | ------ |
| 2014    | Attaque  | Brandon Doughty      | Hilltoppers de Western Kentucky  | QB     |
| 2014    | Défense  | Derik Overstreet     | Hilltoppers de Western Kentucky  | DL     |
| 2015    | Attaque  | Bogan Jamauri        | Broncos de Western Michigan      | RB     |
| 2015    | Défense  | Grant DePalma        | Broncos de Western Michigan      | LB     |
| 2016    | Attaque  | Ray Lawry            | Monarchs d'Old Dominion          | RB     |
| 2016    | Défense  | TJ Ricks             | Monarchs d'Old Dominion          | LB     |
| 2017    | Attaque  | Dorian Brown         | Bobcats de l'Ohio                | RB     |
| 2017    | Défense  | Javon Hagan          | Bobcats de l'Ohio                | S      |
| 2018    | Attaque  | Christian Alexander  | Panthers de FIU                  | QB     |
| 2018    | Défense  | Edwin Freeman        | Panthers de FIU                  | LB     |
| 2019    | Attaque  | Jaret Patterson      | Bulls de Buffalo                 | RB     |
| 2019    | Défense  | Malcolm Koonce       | Bulls de Buffalo                 | DE     |
| 2021    | Attaque  | Nicholas Vattiato    | Blue Raiders de Middle Tennessee | QB     |
| 2021    | Défense  | DQ Thomas            | Blue Raiders de Middle Tennessee | LB     |
| 2022    | Attaque  | Trea Shropshire      | Blazers de l'UAB                 | WR     |
| 2022    | Défense  | Michael Fairbanks II | Blazers de l'UAB                 | OLB    |
| 2023    | Attaque  | Caden Veltcamp       | Hilltoppers de Western Kentucky  | QB     |
| 2023    | Défense  | Anthony Johnson Jr.  | Hilltoppers de Western Kentucky  | DB     |
| 2024    | Attaque  | ?                    | Bulls de Buffalo                 | ?      |
| 2024    | Défense  | ?                    | Bulls de Buffalo                 | ?      |

## Statistiques par Conférences
M.à.j. le 4 janvier 2025
| Conférences | Gagnés | Perdus | %    |
| ----------- | ------ | ------ | ---- |
| C. USA      | 6      | 4      | 60,0 |
| MAC         | 4      | 5      | 44,4 |
| Sun Belt    | 0      | 1      | 00,0 |

## Statistiques par Équipes
M.à.j. le 4 janvier 2025
| Rang | Équipes          | Apparitions | G-(N)-P |
| ---- | ---------------- | ----------- | ------- |
| 1    | Western Kentucky | 2           | 2-(0)-0 |
| 2    | Middle Tennessee | 2           | 1-(0)-1 |
| 2    | Buffalo          | 2           | 2-(0)-0 |
| 2    | UAB              | 2           | 1-(0)-1 |
| 5    | Ohio             | 1           | 1-(0)-0 |
| 5    | Western Michigan | 1           | 1-(0)-0 |
| 5    | Old Dominion     | 1           | 1-(0)-0 |
| 5    | FIU              | 1           | 1-(0)-0 |
| 9    | Charlotte        | 1           | 0-(0)-1 |
| 9    | Central Michigan | 1           | 0-(0)-1 |
| 9    | Eastern Michigan | 1           | 0-(0)-1 |
| 9    | Liberty          | 1           | 0-(0)-1 |
| 9    | Miami            | 1           | 0-(0)-1 |
| 14   | Toledo           | 2           | 0-(0)-2 |